# The BEST of Aqua Timez
『The BEST of Aqua Timez』（ザ・ベスト・オブ・アクアタイムズ）は、Aqua Timez初のベスト・アルバム。2009年10月14日にEpic Records Japanから発売された。

## 解説
デビュー5年目を記念した初のオールタイム・ベストアルバム。本作までにリリースされた全シングル曲、過去リリースした5枚のアルバムの収録曲の中から、メンバーがセレクトした人気曲、Sony "WALKMAN"×MTV“ひとつになれる歌”プロジェクトソングとなる新曲「最後まで」を完全網羅した全26曲、CD2枚組になっている。
初回生産限定盤には、これまでに制作された全てのMV（全21曲）を完全収録したDVD「All Clips」付きの3枚組。MV集はこれが初である。本作発売時点でDVDの発売が1枚もなかったので、初のDVD発売ともいえる。また初回特典として、Aqua Timezオリジナルステッカーが封入されている。
なお、「小さな掌」「ALONES」「青い空」「向日葵」の4曲は、本作のため再録したバージョンで収録されている。
オリコン週間ランキングで首位を獲得。「空いっぱいに奏でる祈り」以来、3年8ヶ月ぶりとなる、メジャー・デビュー後初の1位を獲得した。尚、インディーズ・メジャー両時代での首位獲得は史上初の快挙となった。

## 収録曲

### DISC1
1. 千の夜をこえて (4:50)
2ndシングル。
2. 虹 (5:34)
6thシングル。
3. ハチミツ 〜Daddy,Daddy〜 (4:17)
1stアルバム『風をあつめて』収録曲。
4. STAY GOLD (4:31)
9thシングル。
5. 小さな掌 (5:46)
5thシングル。本作には演奏のみ再録されて収録。
6. ALONES (4:17)
4thシングル。本作には演奏のみ再録されて収録。
7. Velonica (4:38)
8thシングル。
8. 歩み (4:53)
1stシングル「決意の朝に」のカップリング曲。
9. ひとつだけ (4:10)
2ndミニアルバム『「七色の落書き」』収録曲。
10. ほんとはね (5:07)
配信限定シングル、6thシングル「虹」のカップリング曲。
11. 秋の下で (5:40)
2ndアルバム『ダレカの地上絵』収録曲。
12. 青い空 (5:34)
1stミニアルバム『空いっぱいに奏でる祈り』収録曲。
本作にはボーカル含め再録されて収録（メロディも一部訂正されている）。
13. 最後まで (4:51)
（作詞：太志　作曲：Aqua Timez）
Sony "WALKMAN"×MTV“ひとつになれる歌”プロジェクト・ソング。7500件超の学生からのメッセージにインスパイアされ、書き下ろされた。

### DISC2
1. 等身大のラブソング (4:37)
1stミニアルバム『空いっぱいに奏でる祈り』収録曲。
2. シャボン玉Days (5:12)
2ndミニアルバム『「七色の落書き」』収録曲。
3. 世界で一番小さな海よ (3:38)
2ndアルバム『ダレカの地上絵』収録曲。
4. 決意の朝に (5:01)
1stシングル。
5. しおり (4:09) 
3rdシングル。
6. 希望の咲く丘から (4:50)
1stミニアルバム『空いっぱいに奏でる祈り』収録曲。
7. 一瞬の塵 (4:01)
2ndアルバム『ダレカの地上絵』収録曲。
8. 夏のかけら (4:40)
7thシングル。
9. いつもいっしょ (5:46)
配信限定曲、1stアルバム『風をあつめて』収録曲。
10. 星の見えない夜 (5:27)
1stアルバム『風をあつめて』収録曲。
11. プルメリア 〜花唄〜 (4:54)
10thシングル。
12. 向日葵 (5:37)
1stミニアルバム『空いっぱいに奏でる祈り』収録曲。
本作にはボーカルも含め再録され収録（メロディも一部訂正されている）。
13. 白い森 (6:50)
1stアルバム『風をあつめて』収録曲。

### DVD "All Clips" （初回限定盤のみ）
1. 小さな掌
2. 等身大のラブソング
3. 決意の朝に
4. 千の夜をこえて
5. しおり
6. ALONES
7. 虹
8. 夏のかけら
9. Velonica
10. STAY GOLD
11. プルメリア 〜花唄〜
12. 最後まで
13. 優しい記憶 〜evalasting II〜
6thシングル「虹」カップリング曲。
14. ほんとはね
15. on the run
7thシングル「夏のかけら」カップリング曲。
16. B with U
2ndアルバム『ダレカの地上絵』収録曲。
17. いつもいっしょ
18. 歩み
19. ひとつだけ
20. シャボン玉Days
21. 希望の咲く丘から

## 演奏
- 弦一徹：Strings Arrangement (Disc 1 #1.2.5.12/ Disc 2 #7.9.13)
- Jeff Miyahara：Additional Arrangement (Disc 2 #6)
- 弦一徹ストリングス：(Disc 1 #1.2.5.12/ Disc 2 #7.9.13)
- 金原千恵子ストリングス：(Disc 2 #4)
- 朝川朋之：(Disc 1 #5)
- 十亀正司：(Disc 1 #5)
- 浦丈彦：(Disc 1 #5)
- 高桑英世：(Disc 2 #13)
- 戎三穂：(Disc 2 #1.2.5)